# 中核派書記長内ゲバ殺人事件
中核派書記長内ゲバ殺人事件（ちゅうかくはしょきちょううちゲバさつじんじけん）とは、1975年（昭和50年）3月14日、埼玉県川口市において革命的共産主義者同盟全国委員会（以下、中核派）書記長本多延嘉が、日本革命的共産主義者同盟革命的マルクス主義派（革マル派）よって殺害された極左暴力集団による内ゲバ殺人事件である。

## 事件の経過
1975年（昭和50年）3月14日午前6時過ぎ、埼玉県川口市戸塚（現東川口）の男性から「午前3時30分頃、アパート2階でいざこざがあったようで、気になって午前6時ごろ行ってみたら、ガラス戸が破壊され、部屋には血が飛び散り男の人が死んでいる」との110番通報があった。
埼玉県警察の捜査によると、アパートは3畳と4畳半の二間で、男は入口に近い3畳間で丸首シャツ、パンツ姿のまま死んでいた。一方、同日早朝、警視庁記者クラブに若い男から「中核派書記長本多延嘉を東川口のアパートで襲った。これは革マル派政治局員が襲われたことに対するわれわれの回答だ」と電話があり、指紋と本多の弟が身元を確認したことなどから、アジトで就寝中の中核派書記長本多延嘉が革マル派の襲撃を受け、鉄パイプ、ハンマー、斧等で全身を滅多打ちにされ、頭蓋骨骨折、脳内出血により死亡したことが判明した。
通報した男性は県警の事情聴取に対し、「午前3時30分頃、アパートで騒ぐ音がしたので2階に行ってみたところ、15～16人くらいの男がいて、その中の2～3人はストッキングをかぶっていた。男の一人から、『お前は関係ない、引っ込んでいろ』と言われたので、そのまま自分の部屋に帰った」と話した。アパートの住民らは警察に知らせようとしたが、電話が通じなかったという。鳩ヶ谷電話局が調べたところ、現場近くの電話線が3か所切断されており、不通になっていた。また、襲撃された部屋は本多とは別の第三者名義で賃借されていた。
黒田寛一革マル派議長によると、本多書記長を捕捉できた理由は、運転手付きで乗車していた自動車の車種(日産・プレジデント)を特定することに成功したからだという(『内ゲバにみる警備公安警察の犯罪(下)』)。
同日夕方、革マル派は解放社（公然拠点）で記者会見を開き、革マル派全学連委員長土門肇が次の声明を読み上げた。
東京教育大学生リンチ殺人事件以降、革マル派は内ゲバ専門部隊「全学連特別行動隊 (JAC) 」を創設し、内ゲバを強化した。一方、中核派は「二重対峙・対カクマル戦」の方針を策定し、革マル派に「宣戦布告」をし、双方による内ゲバ抗争を繰り返していた。
革マル派は1972年（昭和47年）の「内ゲバ勝利宣言」に続き、1975年（昭和50年）3月28日、「中核派解体闘争における勝利を最終的に確認」したとして、「内ゲバ停止宣言」を発表したが、これより前の3月17日、中核派は「革マル派に対する無差別報復」を宣言し、1975年（昭和50年）だけで14人の革マル派活動家を殺害した。